# Plácido Martínez
Plácido Nicolás Martínez (Santa Lucía, provincia de Corrientes, 1844 - Corrientes, diciembre de 1879) fue un militar y político argentino, figura descollante del Partido Liberal de su provincia, y que participó en las últimas guerras civiles argentinas.

## Biografía
Estudió en la villa de Goya y en el Colegio Nacional de Concepción del Uruguay, donde se hizo muy popular entre sus compañeros por su exaltación liberal. En su juventud fue comerciante.
Al estallar la Guerra del Paraguay se enroló como voluntario en las milicias provinciales y participó en la recuperación de la ciudad de Corrientes, que había sido invadida por los paraguayos. Permaneció por cuatro años en el servicio militar activo, participando en todas las batallas de la campaña de Huamaitá, incluyendo las de Paso de la Patria, Itapirú, Estero Bellaco, Tuyutí, Boquerón, Curuzú y Curupaytí. También participó en la campaña de Asunción, participando en los más peligrosos ataques y ganándose la fama de valiente que lo acompañaría el resto de su vida.
A principios de 1869 regresó a Corrientes, enfermo. Cuando estalló la revolución de Ricardo López Jordán en 1870, formó un batallón de milicias con el que luchó en la defensa de las ciudades de Paraná y Concordia y en la batalla de Ñaembé. Fue ascendido a teniente coronel.
Apoyó al gobernador Justo contra los revolucionarios de 1872 y participó en la batalla de Tabaco. Sus enemigos lo mantuvieron en su cargo y grado militar, gracias al prestigio de que gozaba.
Desde ese momento, se convirtió en el caudillo liberal de la provincia, junto a su hermano Juan Esteban Martínez. Editó el periódico liberal La Patria y fue diputado provincial por el departamento de Concepción.
Apoyó la revolución mitrista de 1874, y al frente de sus hombres tomó el poder en la ciudad de Goya; pero no logró movilizar al ejército provincial y debió huir cruzando toda la provincia. Tras las derrotas de Mitre y Arredondo, los liberales fueron obligados a rendirse sin luchar. Huyó al Uruguay y después al Paraguay.
Regresó a Goya con permiso expreso del presidente Nicolás Avellaneda y se dedicó a atacar al gobierno desde su periódico. En 1877 fue uno de los dirigentes de la revolución liberal que derribó al gobernador autonomista Manuel Derqui — hijo del expresidente Santiago Derqui. Por esa revolución fue ascendido a coronel por el nuevo gobernador, el liberal Felipe Cabral, que también lo nombró inspector del ejército provincial. Reorganizó las milicias provinciales, preparándolas para las guerras civiles que pensaba que todavía tendrían que lucharse en Corrientes.
Murió en diciembre de 1879 en Corrientes, y por un tiempo se creyó que había sido envenenado. Su fama de valiente sin límites lo había hecho un mito en vida, y su funeral fue legendario: por muchas décadas, no se volvió a reunir tanta gente en un acto en la ciudad de Corrientes.
Su hermano Juan Esteban era en ese momento vicegobernador y fue uno de los más destacados dirigentes liberales por dos décadas más, llegando a ser elegido gobernador por dos veces. Fue también el líder de los liberales, derrotados en la última batalla de las guerras civiles argentinas, a finales del año 1880.